# 9e étape du Tour d'Espagne 2024
Pour un article plus général, voir Tour d'Espagne 2024.
La 9e étape du Tour d'Espagne 2024 se déroule le dimanche 25 août 2024 entre Motril et Grenade en Andalousie, sur une distance de 178 km.

## Parcours
Partant des hauteurs de la cité balnéaire de Motril sur la Costa del Sol, le tracé s'oriente vers le nord et l'intérieur des terres en prenant ponctuellement de l'altitude pour rejoindre après 81 kilomètres une première fois la ligne d'arrivée située à Grenade. Les coureurs abordent dès lors la partie la plus difficile de l'étape en grimpant d'abord le Puerto de El Purche, un col classé en 1re catégorie, puis deux fois l'Alto de Hazallanas, autre col de 1re catégorie, culminant à l'altitude de 1 675 m et dont le sommet est franchi pour la seconde fois à 22 kilomètres de l'arrivée placée au terme d'une longue descente vers Grenade.

## Déroulement de la course
Initiée très tôt par le maillot vert Wout van Aert, l'échappée du jour se constitue et compte 26 coureurs qui prennent un avantage maximal de 5 min 30 s sur le peloton. Au sommet du Puerto de El Purche (81 kilomètres de l'arrivée), le groupe de tête se réduit à huit hommes : David Gaudu, Marc Soler, Jay Vine, Adam Yates, Pablo Castrillo, Stefan Küng, Torstein Træen et Chris Harper. Dans la première ascension de l'Alto de Hazallanas, Adam Yates part seul en tête à 58 kilomètres du terme et, au sommet, compte 40 secondes d'avance sur Vine et Gaudu. Dans la descente suivante, Yates augmente son avance sur un groupe de quatre hommes désormais composé de Vine, Gaudu, Castrillo et Richard Carapaz, sorti du peloton.  Plus loin, lors de la seconde ascension de l'Alto de Hazallanas, Carapaz lâche ses adversaires et devient seul le premier poursuivant derrière Yates qui continue d'augmenter son avance. Les positions ne changent plus et Adam Yates l'emporte devant Richard Carapaz alors que le maillot rouge Ben O'Connor gagne le sprint d'un groupe réduit à dix unités.

## Résultats

### Classement de l'étape
| \| Classement de l'étape \| Classement de l'étape \| Classement de l'étape \| Classement de l'étape \| Classement de l'étape \| \| Coureur \| Coureur \| Pays \| Équipe \| Temps \| \| --------------------- \| --------------------- \| --------------------- \| -------------------------- \| --------------------- \| \| 1er \| Adam Yates \| Royaume-Uni \| UAE Team Emirates \| 4 h 42 min 28 s \| \| 2e \| Richard Carapaz \| Équateur \| EF Education-EasyPost \| + 1 min 39 s \| \| 3e \| Ben O'Connor \| Australie \| Decathlon-AG2R La Mondiale \| + 3 min 45 s \| \| 4e \| Mikel Landa \| Espagne \| Soudal Quick-Step \| + 3 min 45 s \| \| 5e \| Florian Lipowitz \| Allemagne \| Red Bull-Bora-Hansgrohe \| + 3 min 45 s \| \| 6e \| Pavel Sivakov \| France \| UAE Team Emirates \| + 3 min 45 s \| \| 7e \| Carlos Rodríguez \| Espagne \| Ineos Grenadiers \| + 3 min 45 s \| \| 8e \| Primož Roglič \| Slovénie \| Red Bull-Bora-Hansgrohe \| + 3 min 45 s \| \| 9e \| David Gaudu \| France \| Groupama-FDJ \| + 3 min 45 s \| \| 10e \| Enric Mas \| Espagne \| Movistar Team \| + 3 min 45 s \| |                  |             |                            |                 |
| |                  |             |                            |                 |
| Source : ProCyclingStats |                  |             |                            |                 |
| Classement de l'étape |                  |             |                            |                 |
| Coureur | Coureur          | Pays        | Équipe                     | Temps           |
| 1er | Adam Yates       | Royaume-Uni | UAE Team Emirates          | 4 h 42 min 28 s |
| 2e | Richard Carapaz  | Équateur    | EF Education-EasyPost      | + 1 min 39 s    |
| 3e | Ben O'Connor     | Australie   | Decathlon-AG2R La Mondiale | + 3 min 45 s    |
| 4e | Mikel Landa      | Espagne     | Soudal Quick-Step          | + 3 min 45 s    |
| 5e | Florian Lipowitz | Allemagne   | Red Bull-Bora-Hansgrohe    | + 3 min 45 s    |
| 6e | Pavel Sivakov    | France      | UAE Team Emirates          | + 3 min 45 s    |
| 7e | Carlos Rodríguez | Espagne     | Ineos Grenadiers           | + 3 min 45 s    |
| 8e | Primož Roglič    | Slovénie    | Red Bull-Bora-Hansgrohe    | + 3 min 45 s    |
| 9e | David Gaudu      | France      | Groupama-FDJ               | + 3 min 45 s    |
| 10e | Enric Mas        | Espagne     | Movistar Team              | + 3 min 45 s    |

### Points attribués pour le classement par points
| Sprint intermédiaire Güéjar-Sierra (km 146,6) | Sprint intermédiaire Güéjar-Sierra (km 146,6) | Sprint intermédiaire Güéjar-Sierra (km 146,6) | Sprint intermédiaire Güéjar-Sierra (km 146,6) | Sprint intermédiaire Güéjar-Sierra (km 146,6) |
| --------------------------------------------- | --------------------------------------------- | --------------------------------------------- | --------------------------------------------- | --------------------------------------------- |
|                                               | Coureur                                       | Pays                                          | Équipe                                        | Point(s)                                      |
| 1er                                           | Adam Yates                                    | Grande-Bretagne                               | UAE Team Emirates                             | 20                                            |
| 2e                                            | David Gaudu                                   | France                                        | Groupama-FDJ                                  | 17                                            |
| 3e                                            | Richard Carapaz                               | Équateur                                      | EF Education-EasyPost                         | 15                                            |
| 4e                                            | Jay Vine                                      | Australie                                     | UAE Team Emirates                             | 13                                            |
| 5e                                            | Pablo Castrillo                               | Espagne                                       | Equipo Kern Pharma                            | 10                                            |
| modifier                                      |                                               |                                               |                                               |                                               |

| Arrivée d'étape Grenade (km 178,5) | Arrivée d'étape Grenade (km 178,5) | Arrivée d'étape Grenade (km 178,5) | Arrivée d'étape Grenade (km 178,5) | Arrivée d'étape Grenade (km 178,5) |
| ---------------------------------- | ---------------------------------- | ---------------------------------- | ---------------------------------- | ---------------------------------- |
|                                    | Coureur                            | Pays                               | Équipe                             | Point(s)                           |
| 1er                                | Adam Yates                         | Grande-Bretagne                    | UAE Team Emirates                  | 20                                 |
| 2e                                 | Richard Carapaz                    | Équateur                           | EF Education-EasyPost              | 17                                 |
| 3e                                 | Ben O'Connor                       | Australie                          | Decathlon-AG2R La Mondiale         | 15                                 |
| 4e                                 | Mikel Landa                        | Espagne                            | Soudal Quick-Step                  | 13                                 |
| 5e                                 | Florian Lipowitz                   | Allemagne                          | Red Bull-Bora-Hansgrohe            | 11                                 |
| 6e                                 | Pavel Sivakov                      | France                             | UAE Team Emirates                  | 10                                 |
| 7e                                 | Carlos Rodríguez                   | Espagne                            | Ineos Grenadiers                   | 9                                  |
| 8e                                 | Primož Roglič                      | Slovénie                           | Red Bull-Bora-Hansgrohe            | 8                                  |
| 9e                                 | David Gaudu                        | France                             | Groupama-FDJ                       | 7                                  |
| 10e                                | Enric Mas                          | Espagne                            | Movistar Team                      | 6                                  |
| 11e                                | Felix Gall                         | Autriche                           | Decathlon-AG2R La Mondiale         | 5                                  |
| 12e                                | Jay Vine                           | Australie                          | UAE Team Emirates                  | 4                                  |
| 13e                                | Pablo Castrillo                    | Espagne                            | Equipo Kern Pharma                 | 3                                  |
| 14e                                | Mattias Skjelmose                  | Danemark                           | Lidl-Trek                          | 2                                  |
| 15e                                | Sepp Kuss                          | États-Unis                         | Team Visma - Lease a Bike          | 1                                  |
| modifier                           |                                    |                                    |                                    |                                    |

### Points attribués pour le classement du meilleur grimpeur
| Puerto El Purche (km 96,9) 1re catégorie (8,9 km à 7,6%) | Puerto El Purche (km 96,9) 1re catégorie (8,9 km à 7,6%) | Puerto El Purche (km 96,9) 1re catégorie (8,9 km à 7,6%) | Puerto El Purche (km 96,9) 1re catégorie (8,9 km à 7,6%) | Puerto El Purche (km 96,9) 1re catégorie (8,9 km à 7,6%) |
| -------------------------------------------------------- | -------------------------------------------------------- | -------------------------------------------------------- | -------------------------------------------------------- | -------------------------------------------------------- |
|                                                          | Coureur                                                  | Pays                                                     | Équipe                                                   | Point(s)                                                 |
| 1er                                                      | David Gaudu                                              | France                                                   | Groupama-FDJ                                             | 10                                                       |
| 2e                                                       | Marc Soler                                               | Espagne                                                  | UAE Team Emirates                                        | 6                                                        |
| 3e                                                       | Jay Vine                                                 | Australie                                                | UAE Team Emirates                                        | 4                                                        |
| 4e                                                       | Adam Yates                                               | Grande-Bretagne                                          | UAE Team Emirates                                        | 2                                                        |
| 5e                                                       | Pablo Castrillo                                          | Espagne                                                  | Equipo Kern Pharma                                       | 1                                                        |
| modifier                                                 |                                                          |                                                          |                                                          |                                                          |

| Alto de Hazallanas (km 124,2) 1re catégorie (7,1 km à 9,5%) | Alto de Hazallanas (km 124,2) 1re catégorie (7,1 km à 9,5%) | Alto de Hazallanas (km 124,2) 1re catégorie (7,1 km à 9,5%) | Alto de Hazallanas (km 124,2) 1re catégorie (7,1 km à 9,5%) | Alto de Hazallanas (km 124,2) 1re catégorie (7,1 km à 9,5%) |
| ----------------------------------------------------------- | ----------------------------------------------------------- | ----------------------------------------------------------- | ----------------------------------------------------------- | ----------------------------------------------------------- |
|                                                             | Coureur                                                     | Pays                                                        | Équipe                                                      | Point(s)                                                    |
| 1er                                                         | Adam Yates                                                  | Grande-Bretagne                                             | UAE Team Emirates                                           | 10                                                          |
| 2e                                                          | Jay Vine                                                    | Australie                                                   | UAE Team Emirates                                           | 6                                                           |
| 3e                                                          | David Gaudu                                                 | France                                                      | Groupama-FDJ                                                | 4                                                           |
| 4e                                                          | Richard Carapaz                                             | Équateur                                                    | EF Education-EasyPost                                       | 2                                                           |
| 5e                                                          | Pablo Castrillo                                             | Espagne                                                     | Equipo Kern Pharma                                          | 1                                                           |
| modifier                                                    |                                                             |                                                             |                                                             |                                                             |

| \| Alto de Hazallanas (km 155,5) 1re catégorie (7,1 km à 9,5%) \| Alto de Hazallanas (km 155,5) 1re catégorie (7,1 km à 9,5%) \| Alto de Hazallanas (km 155,5) 1re catégorie (7,1 km à 9,5%) \| Alto de Hazallanas (km 155,5) 1re catégorie (7,1 km à 9,5%) \| Alto de Hazallanas (km 155,5) 1re catégorie (7,1 km à 9,5%) \| \| ----------------------------------------------------------- \| ----------------------------------------------------------- \| ----------------------------------------------------------- \| ----------------------------------------------------------- \| ----------------------------------------------------------- \| \| \| Coureur \| Pays \| Équipe \| Point(s) \| \| 1er \| Adam Yates \| Grande-Bretagne \| UAE Team Emirates \| 10 \| \| 2e \| Richard Carapaz \| Équateur \| EF Education-EasyPost \| 6 \| \| 3e \| David Gaudu \| France \| Groupama-FDJ \| 4 \| \| 4e \| Enric Mas \| Espagne \| Movistar Team \| 2 \| \| 5e \| Jay Vine \| Australie \| UAE Team Emirates \| 1 \| \| modifier \| \| \| \| \| |                 |                 |                       |          |
| Alto de Hazallanas (km 155,5) 1re catégorie (7,1 km à 9,5%) |                 |                 |                       |          |
| | Coureur         | Pays            | Équipe                | Point(s) |
| 1er | Adam Yates      | Grande-Bretagne | UAE Team Emirates     | 10       |
| 2e | Richard Carapaz | Équateur        | EF Education-EasyPost | 6        |
| 3e | David Gaudu     | France          | Groupama-FDJ          | 4        |
| 4e | Enric Mas       | Espagne         | Movistar Team         | 2        |
| 5e | Jay Vine        | Australie       | UAE Team Emirates     | 1        |
| modifier |                 |                 |                       |          |

### Bonifications
|   | Coureur         | Pays            | Équipe                | Secondes |
| - | --------------- | --------------- | --------------------- | -------- |
| 1 | Adam Yates      | Grande-Bretagne | UAE Team Emirates     | 6 s      |
| 2 | Richard Carapaz | Équateur        | EF Education-EasyPost | 4 s      |
| 3 | David Gaudu     | France          | Groupama-FDJ          | 2 s      |

|   | Coureur         | Pays            | Équipe                     | Secondes |
| - | --------------- | --------------- | -------------------------- | -------- |
| 1 | Adam Yates      | Grande-Bretagne | UAE Team Emirates          | 10 s     |
| 2 | Richard Carapaz | Équateur        | EF Education-EasyPost      | 6 s      |
| 3 | Ben O'Connor    | Australie       | Decathlon-AG2R La Mondiale | 4 s      |

### Prix de la combativité
- Adam Yates (UAE Team Emirates)

## Classements à l'issue de l'étape

### Classement général
| \| Classement général \| Classement général \| Classement général \| Classement général \| Classement général \| \| Coureur \| Coureur \| Pays \| Équipe \| Temps \| \| ------------------ \| ------------------ \| ------------------ \| -------------------------- \| ------------------ \| \| 1er \| Ben O'Connor \| Australie \| Decathlon-AG2R La Mondiale \| 36 h 09 min 36 s \| \| 2e \| Primož Roglič \| Slovénie \| Red Bull-Bora-Hansgrohe \| + 3 min 53 s \| \| 3e \| Richard Carapaz \| Équateur \| EF Education-EasyPost \| + 4 min 32 s \| \| 4e \| Enric Mas \| Espagne \| Movistar Team \| + 4 min 35 s \| \| 5e \| Mikel Landa \| Espagne \| Soudal Quick-Step \| + 5 min 17 s \| \| 6e \| Florian Lipowitz \| Allemagne \| Red Bull-Bora-Hansgrohe \| + 5 min 29 s \| \| 7e \| Adam Yates \| Royaume-Uni \| UAE Team Emirates \| + 5 min 30 s \| \| 8e \| Felix Gall \| Autriche \| Decathlon-AG2R La Mondiale \| + 5 min 30 s \| \| 9e \| Carlos Rodríguez \| Espagne \| Ineos Grenadiers \| + 6 min 00 s \| \| 10e \| David Gaudu \| France \| Groupama-FDJ \| + 6 min 32 s \| |                  |             |                            |                  |
| |                  |             |                            |                  |
| Source : ProCyclingStats |                  |             |                            |                  |
| Classement général |                  |             |                            |                  |
| Coureur | Coureur          | Pays        | Équipe                     | Temps            |
| 1er | Ben O'Connor     | Australie   | Decathlon-AG2R La Mondiale | 36 h 09 min 36 s |
| 2e | Primož Roglič    | Slovénie    | Red Bull-Bora-Hansgrohe    | + 3 min 53 s     |
| 3e | Richard Carapaz  | Équateur    | EF Education-EasyPost      | + 4 min 32 s     |
| 4e | Enric Mas        | Espagne     | Movistar Team              | + 4 min 35 s     |
| 5e | Mikel Landa      | Espagne     | Soudal Quick-Step          | + 5 min 17 s     |
| 6e | Florian Lipowitz | Allemagne   | Red Bull-Bora-Hansgrohe    | + 5 min 29 s     |
| 7e | Adam Yates       | Royaume-Uni | UAE Team Emirates          | + 5 min 30 s     |
| 8e | Felix Gall       | Autriche    | Decathlon-AG2R La Mondiale | + 5 min 30 s     |
| 9e | Carlos Rodríguez | Espagne     | Ineos Grenadiers           | + 6 min 00 s     |
| 10e | David Gaudu      | France      | Groupama-FDJ               | + 6 min 32 s     |

| Classement par points | Classement par points | Classement par points | Classement par points      | Classement par points |
| Coureur               | Coureur               | Pays                  | Équipe                     | Points                |
| --------------------- | --------------------- | --------------------- | -------------------------- | --------------------- |
| 1er                   | Wout van Aert         | Belgique              | Team Visma \| Lease a Bike | 203 pts               |
| 2e                    | Kaden Groves          | Australie             | Alpecin-Deceuninck         | 162 pts               |
| 3e                    | Pavel Bittner         | Tchéquie              | Team dsm-firmenich PostNL  | 81 pts                |
| 4e                    | Primož Roglič         | Slovénie              | Red Bull-Bora-Hansgrohe    | 66 pts                |
| 5e                    | Ben O'Connor          | Australie             | Decathlon-AG2R La Mondiale | 65 pts                |
| 6e                    | Mathias Vacek         | Tchéquie              | Lidl-Trek                  | 57 pts                |
| 7e                    | Stefan Küng           | Suisse                | Groupama-FDJ               | 51 pts                |
| 8e                    | Corbin Strong         | Nouvelle-Zélande      | Israel-Premier Tech        | 49 pts                |
| 9e                    | Lennert Van Eetvelt   | Belgique              | Lotto Dstny                | 48 pts                |
| 10e                   | Pau Miquel            | Espagne               | Equipo Kern Pharma         | 48 pts                |

| Classement par points | Classement par points | Classement par points | Classement par points      | Classement par points |
| Coureur               | Coureur               | Pays                  | Équipe                     | Points                |
| --------------------- | --------------------- | --------------------- | -------------------------- | --------------------- |
| 1er                   | Wout van Aert         | Belgique              | Team Visma \| Lease a Bike | 203 pts               |
| 2e                    | Kaden Groves          | Australie             | Alpecin-Deceuninck         | 162 pts               |
| 3e                    | Pavel Bittner         | Tchéquie              | Team dsm-firmenich PostNL  | 81 pts                |
| 4e                    | Primož Roglič         | Slovénie              | Red Bull-Bora-Hansgrohe    | 66 pts                |
| 5e                    | Ben O'Connor          | Australie             | Decathlon-AG2R La Mondiale | 65 pts                |
| 6e                    | Mathias Vacek         | Tchéquie              | Lidl-Trek                  | 57 pts                |
| 7e                    | Stefan Küng           | Suisse                | Groupama-FDJ               | 51 pts                |
| 8e                    | Corbin Strong         | Nouvelle-Zélande      | Israel-Premier Tech        | 49 pts                |
| 9e                    | Lennert Van Eetvelt   | Belgique              | Lotto Dstny                | 48 pts                |
| 10e                   | Pau Miquel            | Espagne               | Equipo Kern Pharma         | 48 pts                |

| Classement de la montagne | Classement de la montagne | Classement de la montagne | Classement de la montagne  | Classement de la montagne |
| Coureur                   | Coureur                   | Pays                      | Équipe                     | Points                    |
| ------------------------- | ------------------------- | ------------------------- | -------------------------- | ------------------------- |
| 1er                       | Adam Yates                | Royaume-Uni               | UAE Team Emirates          | 22 pts                    |
| 2e                        | Primož Roglič             | Slovénie                  | Red Bull-Bora-Hansgrohe    | 18 pts                    |
| 3e                        | David Gaudu               | France                    | Groupama-FDJ               | 18 pts                    |
| 4e                        | Jay Vine                  | Australie                 | UAE Team Emirates          | 17 pts                    |
| 5e                        | Sylvain Moniquet          | Belgique                  | Lotto Dstny                | 16 pts                    |
| 6e                        | Filippo Zana              | Italie                    | Team Jayco AlUla           | 11 pts                    |
| 7e                        | Pelayo Sánchez            | Espagne                   | Movistar Team              | 10 pts                    |
| 8e                        | Luis Ángel Maté           | Espagne                   | Euskaltel-Euskadi          | 9 pts                     |
| 9e                        | Ben O'Connor              | Australie                 | Decathlon-AG2R La Mondiale | 9 pts                     |
| 10e                       | Richard Carapaz           | Équateur                  | EF Education-EasyPost      | 9 pts                     |

| Classement de la montagne | Classement de la montagne | Classement de la montagne | Classement de la montagne  | Classement de la montagne |
| Coureur                   | Coureur                   | Pays                      | Équipe                     | Points                    |
| ------------------------- | ------------------------- | ------------------------- | -------------------------- | ------------------------- |
| 1er                       | Adam Yates                | Royaume-Uni               | UAE Team Emirates          | 22 pts                    |
| 2e                        | Primož Roglič             | Slovénie                  | Red Bull-Bora-Hansgrohe    | 18 pts                    |
| 3e                        | David Gaudu               | France                    | Groupama-FDJ               | 18 pts                    |
| 4e                        | Jay Vine                  | Australie                 | UAE Team Emirates          | 17 pts                    |
| 5e                        | Sylvain Moniquet          | Belgique                  | Lotto Dstny                | 16 pts                    |
| 6e                        | Filippo Zana              | Italie                    | Team Jayco AlUla           | 11 pts                    |
| 7e                        | Pelayo Sánchez            | Espagne                   | Movistar Team              | 10 pts                    |
| 8e                        | Luis Ángel Maté           | Espagne                   | Euskaltel-Euskadi          | 9 pts                     |
| 9e                        | Ben O'Connor              | Australie                 | Decathlon-AG2R La Mondiale | 9 pts                     |
| 10e                       | Richard Carapaz           | Équateur                  | EF Education-EasyPost      | 9 pts                     |

| Classement du meilleur jeune | Classement du meilleur jeune | Classement du meilleur jeune | Classement du meilleur jeune | Classement du meilleur jeune |
| Coureur                      | Coureur                      | Pays                         | Équipe                       | Temps                        |
| ---------------------------- | ---------------------------- | ---------------------------- | ---------------------------- | ---------------------------- |
| 1er                          | Florian Lipowitz             | Allemagne                    | Red Bull-Bora-Hansgrohe      | 36 h 15 min 05 s             |
| 2e                           | Carlos Rodríguez             | Espagne                      | Ineos Grenadiers             | + 31 s                       |
| 3e                           | Mattias Skjelmose            | Danemark                     | Lidl-Trek                    | + 1 min 49 s                 |
| 4e                           | Lennert Van Eetvelt          | Belgique                     | Lotto Dstny                  | + 3 min 26 s                 |
| 5e                           | Max Poole                    | Royaume-Uni                  | Team dsm-firmenich PostNL    | + 31 min 27 s                |
| 6e                           | Isaac Del Toro               | Mexique                      | UAE Team Emirates            | + 33 min 17 s                |
| 7e                           | Matthew Riccitello           | États-Unis                   | Israel-Premier Tech          | + 36 min 30 s                |
| 8e                           | Giovanni Aleotti             | Italie                       | Red Bull-Bora-Hansgrohe      | + 37 min 47 s                |
| 9e                           | Cian Uijtdebroeks            | Belgique                     | Team Visma \| Lease a Bike   | + 38 min 55 s                |
| 10e                          | Mauri Vansevenant            | Belgique                     | Soudal Quick-Step            | + 40 min 46 s                |

| Classement du meilleur jeune | Classement du meilleur jeune | Classement du meilleur jeune | Classement du meilleur jeune | Classement du meilleur jeune |
| Coureur                      | Coureur                      | Pays                         | Équipe                       | Temps                        |
| ---------------------------- | ---------------------------- | ---------------------------- | ---------------------------- | ---------------------------- |
| 1er                          | Florian Lipowitz             | Allemagne                    | Red Bull-Bora-Hansgrohe      | 36 h 15 min 05 s             |
| 2e                           | Carlos Rodríguez             | Espagne                      | Ineos Grenadiers             | + 31 s                       |
| 3e                           | Mattias Skjelmose            | Danemark                     | Lidl-Trek                    | + 1 min 49 s                 |
| 4e                           | Lennert Van Eetvelt          | Belgique                     | Lotto Dstny                  | + 3 min 26 s                 |
| 5e                           | Max Poole                    | Royaume-Uni                  | Team dsm-firmenich PostNL    | + 31 min 27 s                |
| 6e                           | Isaac Del Toro               | Mexique                      | UAE Team Emirates            | + 33 min 17 s                |
| 7e                           | Matthew Riccitello           | États-Unis                   | Israel-Premier Tech          | + 36 min 30 s                |
| 8e                           | Giovanni Aleotti             | Italie                       | Red Bull-Bora-Hansgrohe      | + 37 min 47 s                |
| 9e                           | Cian Uijtdebroeks            | Belgique                     | Team Visma \| Lease a Bike   | + 38 min 55 s                |
| 10e                          | Mauri Vansevenant            | Belgique                     | Soudal Quick-Step            | + 40 min 46 s                |

| Classement par équipes | Classement par équipes     | Classement par équipes | Classement par équipes |
| Équipe                 | Équipe                     | Pays                   | Temps                  |
| ---------------------- | -------------------------- | ---------------------- | ---------------------- |
| 1re                    | UAE Team Emirates          | Émirats arabes unis    | 108 h 43 min 16 s      |
| 2e                     | Decathlon-AG2R La Mondiale | France                 | + 5 min 03 s           |
| 3e                     | Red Bull-Bora-Hansgrohe    | Allemagne              | + 6 min 10 s           |
| 4e                     | Groupama-FDJ               | France                 | + 30 min 01 s          |
| 5e                     | Israel-Premier Tech        | Israël                 | + 42 min 35 s          |
| 6e                     | Ineos Grenadiers           | Royaume-Uni            | + 46 min 08 s          |
| 7e                     | Team Visma \| Lease a Bike | Pays-Bas               | + 48 min 52 s          |
| 8e                     | Movistar Team              | Espagne                | + 49 min 21 s          |
| 9e                     | Lidl-Trek                  | États-Unis             | + 58 min 01 s          |
| 10e                    | Soudal Quick-Step          | Belgique               | + 58 min 37 s          |

| Classement par équipes | Classement par équipes     | Classement par équipes | Classement par équipes |
| Équipe                 | Équipe                     | Pays                   | Temps                  |
| ---------------------- | -------------------------- | ---------------------- | ---------------------- |
| 1re                    | UAE Team Emirates          | Émirats arabes unis    | 108 h 43 min 16 s      |
| 2e                     | Decathlon-AG2R La Mondiale | France                 | + 5 min 03 s           |
| 3e                     | Red Bull-Bora-Hansgrohe    | Allemagne              | + 6 min 10 s           |
| 4e                     | Groupama-FDJ               | France                 | + 30 min 01 s          |
| 5e                     | Israel-Premier Tech        | Israël                 | + 42 min 35 s          |
| 6e                     | Ineos Grenadiers           | Royaume-Uni            | + 46 min 08 s          |
| 7e                     | Team Visma \| Lease a Bike | Pays-Bas               | + 48 min 52 s          |
| 8e                     | Movistar Team              | Espagne                | + 49 min 21 s          |
| 9e                     | Lidl-Trek                  | États-Unis             | + 58 min 01 s          |
| 10e                    | Soudal Quick-Step          | Belgique               | + 58 min 37 s          |

### Sanctions au classement UCI
|  |

| Coureur        | Pays     | Équipe        | Points      |
| -------------- | -------- | ------------- | ----------- |
| Nairo Quintana | Colombie | Movistar Team | - 25 points |

## Abandons
Quatre coureurs ont abandonné au cours de l'étape : 
- João Almeida (UAE Team Emirates) : non-partant
- Joshua Tarling (Ineos Grenadiers) : abandon
- Antonio Tiberi  (Bahrain Victorious) : abandon
- Rainer Kepplinger (Bahrain Victorious) : abandon